# 巫苡萱
巫苡萱（英語：Ava Wu，1986年7月26日—），本名巫雅慧（英語：Wu Ya Hui），台灣女藝人、前Rakuten Girls成員，曾於2019年~2020年擔任Rakuten Girls隊長。2016年出道，2025年起擔任中華職棒樂天桃猿MC。

## 生平
巫苡萱來自單親家庭，3歲喪母，原本是 Showgirl。本來沒有在看棒球，但某日因球迷建議而參與2016年Lamigo桃猿的「女孩大勝」徵選活動，得到總決賽第一名，因此加入LamiGirls。起初父親反對其進行表演活動，但一年後到球場看過比賽，態度轉為支持。
除了舞蹈和主持，她也擁有摩托車駕照，也是鼓手，2022年也考取中餐丙級和西餐丙級證書。
2023年3月3日，樂天球團宣布與隊長籃籃、林襄、Yuri、孟潔及雅涵受邀參與美國職業棒球大聯盟於8月27日舉辦的第18屆大都會台灣日（Mets Taiwan Day）的活動。
2024年8月18日與壯壯受邀參加美國舊金山巨人1A球隊聖荷西巨人(San Jose Giants)舉辦台灣日的邀請前往參加活動。

## 啦啦隊經歷

### 棒球之啦啦隊
| 年份       | 隊伍名稱      | 備註                                                     |
| 2016－2020 | LamiGirls     | 中華職棒Lamigo桃猿啦啦隊 2018年擔任副隊長 2019年擔任隊長 |
| 2020－2024 | Rakuten Girls | 中華職棒樂天桃猿啦啦隊 2020年擔任隊長                    |

### 籃球之啦啦隊
| 年份       | 隊伍名稱         | 備註                 |
| 2020－2021 | 桃園領航猿啦啦隊 | 桃園領航猿專屬啦啦隊 |

## 主持作品

### 網路節目
| 年份      | 名稱           | 備註                                                                         |
| 2020-至今 | 《懿想天開》   | 與李懿、陳詩雅、倪暄、籃籃、曲羿、雅涵、林襄、林馨、冼迪琦、廖苡任共同主持。 |
| 2021-至今 | 《寵物樂派購》 | 與Makiyo、蔡曼琳獸醫師共同主持。                                             |
| 2023-至今 | 《今天衝瞎蜜》 | 天才衝衝衝分支節目，與徐凱希、籃籃、張文綺共同主持。                         |

### 節目
| 年份           | 名稱           | 備註                                             |
| 2021-2022年2月 | 《星光歡樂城》 | 與徐乃麟、林真亦共同主持。                       |
| 2022至今       | 《天才衝衝衝》 | 與徐乃麟、曾國城、張文綺、徐凱希、籃籃共同主持。 |

### 棒球
| 年份  | 名稱                   | 備註 |
| 2025- | 中華職棒樂天桃猿主持人 |      |

## 廣告
| 年份 | 名稱                 | 備註                           |
| 2020 | 穿LA NEW．我就是爽！ | 曲曲、孟潔、Yuri及阿誠共同出演 |

## 演出作品

### MV
| 年份 | 名稱                         | 備註                                      |
| 2020 | 玖壹壹《LOCAL》              | 舞者 與Peggy、白白、Rakuten Girls共同出演 |
| 2020 | 《來個蹦蹦》（樂天女孩版本） | 與羚小鹿、曲羿、菲菲、筠熹共同出演        |

## 出版作品
| 出版物名稱                               | 備註                                                |
| 《天天和你在苡起》                       | 寫真書；四刷                                        |
| 2020年寫真月曆                           |                                                     |
| 《Lamigo秘寫真記事：LamiGirls×桃猿男兒》 | 與LamiGirls共同拍攝 台灣角川出版 ISBN 9789863258827 |
| 《苡見鍾情》數位寫真書                   | 尖端出版社出版                                      |
| 《鍾愛苡生》                             | 2022年樂天女孩寫真桌曆                              |
| 《新苡天》                               | 2023年樂天女孩寫真桌曆                              |

## 音樂作品
| 年份          | 歌名                  | 備註                                             |
| 2016年7月22日 | 《獨一無二的閃爍》    | 與LamiGirls共同出演                              |
| 2017年8月4日  | 《勇氣的每一秒》      | 與LamiGirls共同出演                              |
| 2017年8月9日  | 《溫室開不出的花》    | 與LamiGirls共同出演                              |
| 2018年9月10日 | 《Love Me More》      | 與LamiGirls共同出演                              |
| 2019年8月6日  | 《Dancing Hoilday》   | 與LamiGirls共同出演                              |
| 2019年8月19日 | 《Dancing Queen》     | 與LamiGirls共同出演                              |
| 2020年5月4日  | 《明天的太陽》        | 與紀儀羚、張語芯、菲菲、籃籃、曲羿、沐妍共同演出 |
| 2020年9月22日 | 《Rock You Everyday》 | 與Rakuten Girls共同演出                          |
| 2021年9月10日 | 《一起勇敢》          | 與Rakuten Girls共同演出                          |
| 2022年10月7日 | 《Rise Up》           | 與Rakuten Girls共同演出                          |
| 2023年10月7日 | 《Ready Go》          | 與Rakuten Girls共同演出                          |
| 2024年9月29日 | 《Big Dream》         | 與Rakuten Girls(紅隊)共同演出                    |

## 開球紀錄
| 年份 | 國家/地區 | 球隊                   | 備註 |
| 2022 | 中華民國  | 中華職棒樂天桃猿隊     |      |
| 2023 | 香港      | 香港超級聯賽晉峰足球會 |      |
| 2023 | 日本      | 日本職棒樂天金鷲隊     |      |

## 備註
1. ↑  節目官方影片片段
2. ↑  LamigoTV－苡萱的一天片段
3. ↑  LamigoTV－苡萱的一天片段
4. ↑  .   [2020-09-08]. （原始内容存档于2021-04-22）.
5. ↑  .   [2020-09-11]. （原始内容存档于2021-10-22）.

## 外部連結
- 巫苡萱 Ava Wu的Facebook專頁
- 巫苡萱 ❤的Instagram帳戶
- 巫苡萱的X（前Twitter）（繁體中文）
- YouTube上的巫苡萱頻道